# 大槌インターチェンジ
大槌インターチェンジ（おおつちインターチェンジ）は、岩手県上閉伊郡大槌町にある三陸沿岸道路（釜石山田道路）のインターチェンジ (IC) である。

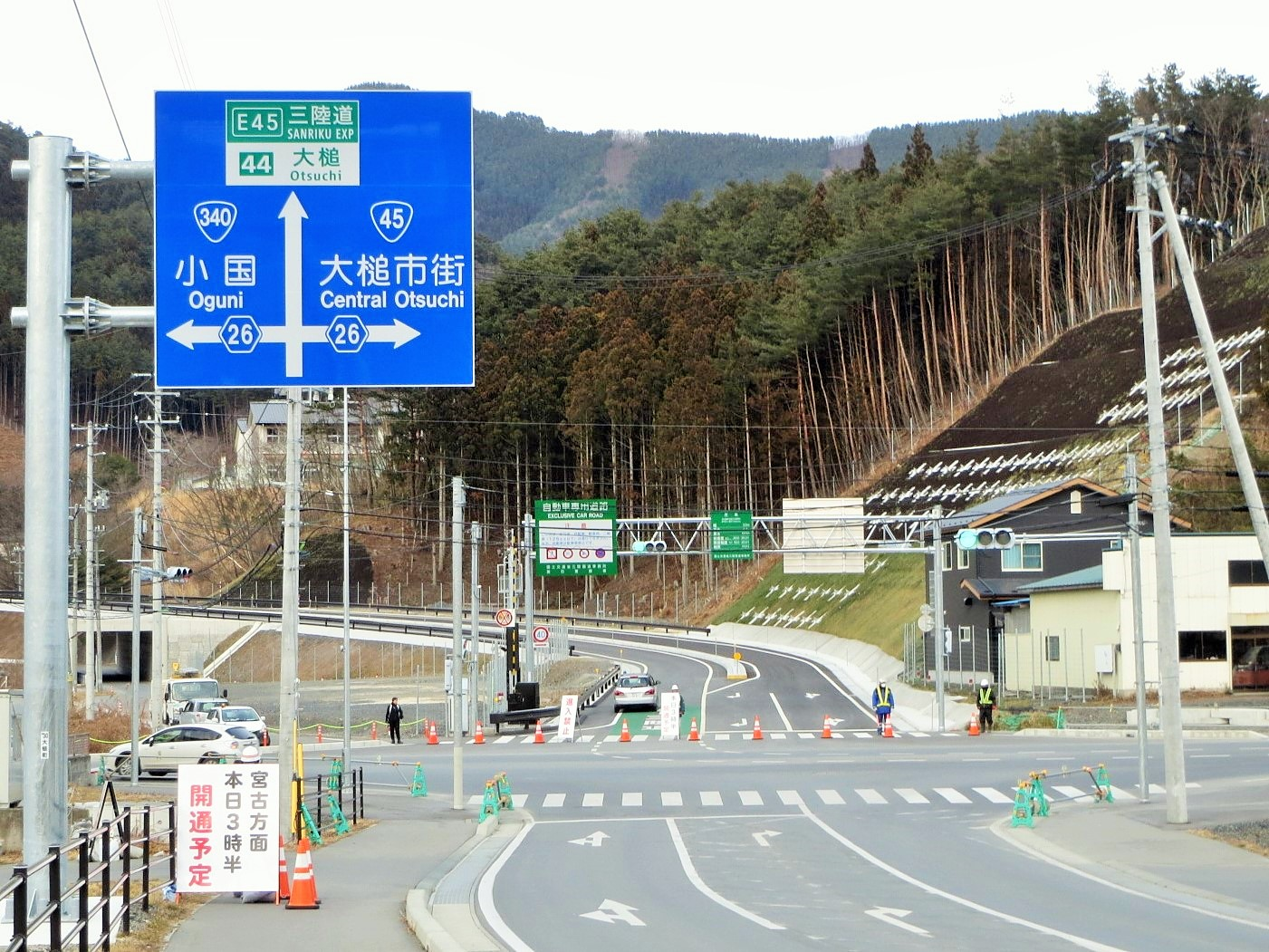
IC入口

## 歴史
- 2018年（平成30年）12月5日 : IC名称が「大槌IC」で正式決定[1]。
- 2019年（平成31年 / 令和元年）
  - 1月12日 : 大槌IC - 山田南IC間開通に伴い供用開始[1]。
  - 6月22日 : 釜石北IC - 大槌IC開通に伴い、仙台方面へのアクセスが可能になる[2]。

## 道路
- E45 三陸沿岸道路（釜石山田道路・44番）

直接接続
- 岩手県道26号大槌小国線

間接接続
- 国道45号（県道26号経由）

## 料金所
無料区間につき設置されていない。

## 周辺
- 大槌町役場
- 三陸鉄道リアス線 大槌駅
- 蓬萊島

## 隣
E45 三陸沿岸道路（釜石山田道路）
(42) 釜石両石IC - (43) 釜石北IC -  (44) 大槌IC - 浪板PA - (45) 山田南IC
- 釜石北ICは仙台方面のみ出入り可能なハーフICであるため、当ICとの往来はできない。